# Jesenákův palác
Jesenákův palác je trojkřídlý barokní palác v hlavním městě Slovenska v Bratislavě, postavený pro barona Jána Jesenáka na základech staršího středověkého domu. Na nároží se nalézá kamenná kartuše s erbem původního majiteľe. Dům měl směrem do náměstí opěrné pilíře, které byly odstraněny koncem 19. století. V pilířích byly nalezeny druhotně použité románské hlavice.
Dnes se v budově na straně Hlavního náměstí nachází slovenské velvyslanectví Řecké republiky, na straně Sedlárské ulice se nalézá známá cukrárna Mayer.